# 蕭嗣先
萧嗣先（？—？），遼朝（契丹）軍人、政治人物，萧奉先、辽天祚帝皇后蕭奪里懶、元妃蕭貴哥的兄弟。
天庆四年（1114年），阿骨打起兵攻打辽国宁江州，东北路统军使萧挞不也交战失利。十月初一壬寅朔，辽天祚帝以守司空萧嗣先为东北路都统，静江军节度使萧挞不也为副，率领番、汉兵讨伐，屯守出河店。女直人潜渡混同江，乘辽军未备来袭。萧嗣先战败。萧奉先害怕弟弟被诛，上奏：“东征溃军逃罪，所至劫掠，若不肆赦，将啸聚为患”。天祚帝听从。萧嗣先诣阙待罪，止是免官。

## 延伸阅读
[在维基数据编辑]
 《遼史/卷102》，出自脱脱《遼史》